# Jurkowo (Kruklanki)
Jurkowo (bis 2009 Jurkowo Węgorzewskie; deutsch Jorkowen, 1938 bis 1945 Jorken) ist ein Ort in der polnischen Woiwodschaft Ermland-Masuren, der zur Landgemeinde Kruklanki (Kruglanken) im Powiat Giżycki (Kreis Lötzen) gehört.

## Geographische Lage
Jurkowo am Südrand des Borkener Forst (auch: Borker Heide, polnisch Puszcza Borecka) liegt nordöstlich vom Siewener See (polnisch Jezioro Żywy) im nördlichen Osten der Woiwodschaft Ermland-Masuren. Die frühere Kreisstadt Angerburg (Węgorzewo) ist 27 Kilometer in nordwestlicher Richtung entfernt, während die heutige Kreismetropole Giżycko (Lötzen) 20 Kilometer in südwestlicher Richtung entfernt liegt.

## Geschichte
Der kleine und nach 1785 Jurkowen, dann bis 1938 Jorkowen genannte Ort wurde 1713 als Schatulldorf gegründet. Mit einem Dampfsägewerk ausgerüstet, wuchs später die Bedeutung des Dorfes in der Region. Im Jahre 1874 kam Jorkowen zum Amtsbezirk Regulowken (polnisch Regułówka), der – ab 1931 „Amtsbezirk Borkenwalde“ genannt – bis 1945 bestand und zum Kreis Angerburg im Regierungsbezirk Gumbinnen der preußischen Provinz Ostpreußen gehörte.
Zu Jorkowen gehörten die Ortschaften Bahnhof Jorkowen/Jorken (ab 1908), Hagenhorst, Forst (polnisch Jurkówko), Lipowen (1928 bis 1945 Lindenheim, polnisch Lipowo), Steinbach (ab 1928, polnisch Kamienna Struga) sowie Walisko (1938 bis 1945 Waldsee, polnisch Wolisko). Im Jahre 1910 waren insgesamt 240 Einwohner in Jorkowen gemeldet. Ihre Zahl stieg bis 1925 auf 263, betrug 1933 bereits 360 und belief sich 1939 auf 354.
Am 3. Juni 1938 wurde Jorkowen aus politisch-ideologischen Gründen der Abwehr fremdländisch klingender Ortsnamen in „Jorken“ umbenannt, wurde 1945 in Kriegsfolge mit dem gesamten südlichen Ostpreußen Polen zuerkannt, wo es bis zum 31. Dezember 2009 „Jurkowo Węgorzewskie“ hieß und seither ohne Zusatz genannt wird.
Heute ist Jurkowo Sitz eines Schulzenamtes (polnisch sołectwo), in das auch die Nachbarorte Jurkówko (Hagenhorst) und Wolisko (Walisko, 1938 bis 1945 Waldsee) eingeschlossen sind. Es bildet eine Ortschaft im Verbund der Landgemeinde Kruklanki (Kruglanken) im Powiat Giżycki (Kreis Lötzen), vor 1998 der Woiwodschaft Suwałki, seither der Woiwodschaft Ermland-Masuren zugeordnet.

## Religionen
Jorkowen war bis 1945 in die evangelische Kirche Orlowen (1938 bis 1945 Adlersdorf, polnisch Orłowo) in der Kirchenprovinz Ostpreußen der Kirche der Altpreußischen Union sowie in die katholische Kirche St. Bruno in Lötzen (polnisch Giżycko) im Bistum Ermland eingepfarrt.
Heute gehört Jurkowo zur katholischen Pfarrei in Orłowo im Bistum Ełk (Lyck) der Römisch-katholischen Kirche in Polen bzw. zur evangelischen Kirchengemeinde in Wydminy (Widminnen), einer Filialgemeinde der Pfarrei in Giżycko in der Diözese Masuren der Evangelisch-Augsburgischen Kirche in Polen.

## Schule
Im Jahre 1781 wurde in Jorkowen eine Schule gegründet. Ein neues Schulgebäude erhielt das Dorf im Jahre 1901. Zwischen 1927 und 1931 wurde die Schule zweiklassig geführt. Die Zahl der Schulkinder betrug 1855: 12, 1928: 69 und 1935: 65.

## Verkehr
Zu dem etwas abgelegenen Ort Jurkowo führt eine Nebenstraße, die Kruklanki (Kruglanken) mit Możdżany (Mosdzehnen, 1930 bis 1945 Borkenwalde) und Lipowo (Lindenheim) verbindet. In Jurkowo endet eine Nebenstraße, die als Uferstraße am Ostufer vom Siewener See (polnisch Jezioro Żywy) entlang von Żywy (Siewen) über Kamienna Struga (Steinbach) hierher führt.
Zwischen 1908 und 1945 war Jorkowen bzw. Jorken Bahnstation an der Bahnstrecke Kruglanken–Marggrabowa (Oletzko)/Treuburg. Sie wurde nach dem Krieg nicht wieder in Betrieb genommen.